# Patrimoni (Armènia)
Patrimoni (armeni Ժառանգություն, Zharangutyun) és un partit polític d'Armènia de caràcter centrista i liberal. Fou fundat el 2007 per Raffi Hovanisian, antic ministre d'afers exteriors nascut als Estats Units, i en fou el seu cap fins a la seva dimissió el 2009. A les eleccions parlamentàries armènies de 2007 va obtenir el 5,81% dels vots i 7 escons.